# Jean du Plessis d'Ossonville
Jean du Plessis d'Ossonville (? - 4 décembre 1635[réf. nécessaire]) est un colonisateur français d'origine normande, fidèle lieutenant de Pierre Belain d'Esnambuc. Il s'est brillamment illustré pendant la conquête de l'île de Saint-Christophe alors capitale des toutes nouvelles colonies françaises des Antilles.

## Biographie
Mandaté en 1634 par la Compagnie des îles d'Amérique pour coloniser une des îles Guadeloupe, la Dominique ou la Martinique en tant que Gouverneur adjoint avec Charles Liènard de l'Olive.
Le 25 mai 1635, de l’Olive et Duplessis quittent Dieppe, sur deux navires, pour les Antilles, emmenant avec eux les Pères dominicains Pierre Pélican, Raymond Breton, Nicolas Bréchet et Pierre Gryphon, chargés d'évangéliser les autochtones Caraïbes. Le 28 juin 1635, ils accostent du côté de la Pointe Allègre (proche de l'actuelle Sainte-Rose (Guadeloupe)) et débarquent avec et 400 colons engagés par contrat pour trois ans.
En dépit des bons rapports qu'ils entretinrent au début avec les Caraïbes, une guerre acharnée contre eux va très vite s'installer. L'extermination systématique de la population indigène fut entreprise sans doute du fait de Lienard de l'Olive, particulièrement brutal, autoritaire et sans scrupule alors que Duplessis était plutôt présenté comme un homme loyal.
Il ne vécut que quelques mois sur l'île, la mort le prit le 4 décembre de la même année.
Il est parent du cardinal de Richelieu.

## Hommages
- Pont de Duplessis à Baillif[7]